# Pazaak
Pazaak je karetní hra, která se hraje ve světě Star Wars. Vyskytuje se v PC hrách Knights of the Old Republic I a II. Je to hra pro dva hráče podobná hře BlackJack.
Jedna hra se označuje jako "partie", jedna partie se dělí na tři "sety".

## Cíl hry
Cílem hry je dosáhnout vyššího součtu hodnot vyložených karet než spoluhráč a zároveň nepřesáhnout číslo 20. Pokud hráčův součet na konci kola přesáhne 20, prohrál set. Hráč musí vyhrát tři sety, aby vyhrál partii. Remíza se jako výhra nepočítá.

## Karty
Pazaak se hraje s dvěma balíky speciálních karet. Vedlejší balíček (side deck) obsahuje karty s hodnotami od jedné do deseti, každá z karet je ve vedlejším balíčku čtyřikrát. Hlavní balíček (main deck) může obsahovat deset karet od -6 do -1, od 1 do 6 a od ±1 do ±6 v libovolné kombinaci.

## Pravidla hry
- Na začátku si hráči náhodně vylosují čtyři karty z hlavního balíčku, tyto čtyři karty pak tvoří hráčovu „ruku“.
  - Pokud hráč vyplýtvá kartu z ruky, už si ji nemůže nijak vrátit. Čtyři karty v ruce musí hráči vystačit na celou hru.
- Hráči na stůl střídavě vykládají karty z vedlejšího balíčku, každý ze svého. Maximální počet vyložených karet jednoho hráče je devět během setu.
- Hodnoty karet se sčítají. Kdykoli po vyložení karty z hlavního balíčku může hráč vyložit jednu kartu z ruky a tim upravit součet.
- Hráč také kdykoli může „stát“, to znamená, že do konce setu už nepokládá na stůl žádné karty. Protihráč se pak snaží dosáhnout čísla bližšího k dvaceti, ale nesmí dvacet překročit. V případě, že se tak stane, musí hráč dorovnat na dvacet nebo méně pomocí některé z minusových karet ze své ruky. Pokud nemá jak dorovnat, automaticky prohrává set. Při dosažení dvaceti hráč automaticky stojí. Stejně tak automaticky stojí, pokud mu dojdou karty ve vedlejším balíčku.

- Karty ±# mohou dorovnávat nahoru i dolu, jestli bude tato vyložená karta dorovnávat nahoru nebo dolu musí hráč určit ve chvíli kdy jí vykládá, jakmile je vyložena je už její funkce neměnná.